# Институт рыбного хозяйства

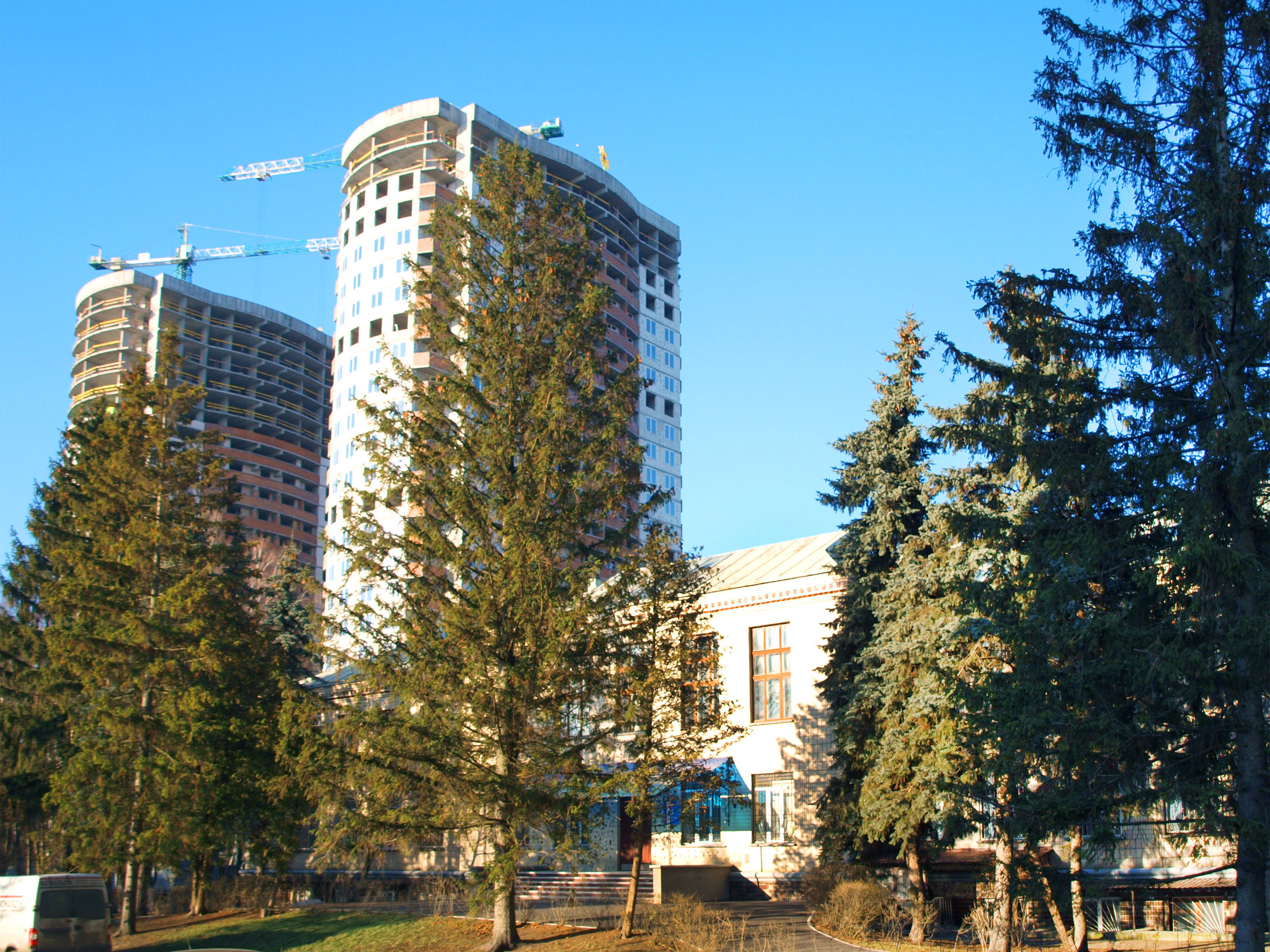
Институт рыбного хозяйства

Институ́т ры́бного хозя́йства Национа́льной акаде́мии агра́рных нау́к Украи́ны является главным научным учреждением, которое определяет и разрабатывает перспективные направления развития рыбного хозяйства, координирует и осуществляет методическое руководство научно-исследовательскими работами по рыбоводству и рыболовству на внутренних водоёмах Украины.

## История
Институт рыбного хозяйства Национальной академии аграрных наук Украины (ИРХ НААН) создан в 1930 году на базе Киевской исследовательской станции рыбоводства. С этого времени его название менялось от «Киевского научно-исследовательского Института прудового и озерно-речного рыбного хозяйства» (1944), в «Украинский научно-исследовательский института рыбного хозяйства» (УНИИРГ - 1945 гг.) и «Украинское научно-производственное объединение по рыбоводству и рыболовству » (УкрНПО по рыбоводству и рыболовству - 1986 гг.), а уже с 1992 года за ним окончательно закрепилось современное название.

## Руководство
Директор Института Грициняк Игорь Иванович — доктор сельскохозяйственных наук, профессор, академик Национальной академии аграрных наук Украины. Он является членом Совета директоров по вопросам международного сотрудничества Сети научных центров аквакультуры стран Восточной и Центральной Европы (NACEE) Архивная копия от 15 сентября 2016 на Wayback Machine, активно участвует в организации стажировки украинских специалистов в зарубежных научно-исследовательских учреждениях и университетах. Также, Грициняк И. И. главный редактор научного журнала «Рыбохозяйственная наука Украины», который издаётся на Украине с 2007 года (е-ISSN 23129581, ISSN 20751508, DOI: 10.15407 / fsu). За достижения в развитии аквакультуры ему присуждено почётное звание «Заслуженный работник сельского хозяйства Украины», «Почётный работник рыбного хозяйства», «Лидер агропромышленного производства». Он награждён орденом «За заслуги» III степени, орденом «Св. Владимира», орденом «Архистратига Михаила», орденом "Георгия-Победоносца ", орденом «Христа-Спасителя», Почётной грамотой ЦИК, трудовым отличием «Ветеран рыбного хозяйства», Почётной грамотой Кабинета Министров Украины и другими государственными наградами.

## Структура
Структура научных подразделений Института сформирована в соответствии с задачами, поставленными перед учреждением и с целью комплексного выполнения научно-исследовательских работ.
Научные подразделения Института:
- Отдел изучения биоресурсов водохранилищ;
- Отдел селекции рыб;
  - Лаборатория биотехнологий в рыбоводстве;
- Отдел молекулярно-генетических исследований;
  - Лаборатория молекулярно-генетических исследований;
  - Лаборатории биоиндикации и биохимических исследований;
- Отдел ихтиопатологии;
- Лаборатория менеджмента в рыбоводстве;
- Отдел кормов и кормления рыб;
- Отдел международного научно-технического сотрудничества и интеллектуальной собственности;
- Отдел прудового рыбоводства и экологии гидробионтов;
  - Лаборатория экологических исследований;
  - Лаборатория гидробиологии и культивирования ценных беспозвоночных;
  - Лаборатория лососеводства и воспроизводства исчезающих видов рыб:
  - Сектор осетроводства.

В сети Института есть три опытных хозяйства - ГП «Опытное хозяйство "Нивка"» (г. Киев), ГП «Опытное хозяйство Львовской исследовательской станции Института рыбного хозяйства» (Львовская обл.) и ГП «Закарпатская научно-исследовательская станция лососеводства и сохранения редких видов рыб» (Закарпатская обл.).

## Основные направления исследований
Научно-исследовательская работа Института осуществляется в соответствии с научно-технических программ Национальной академии аграрных наук Украины Архивная копия от 22 апреля 2016 на Wayback Machine. Кроме того, значительный объём научных исследований ежегодно выполняется по заказу Архивная копия от 21 апреля 2016 на Wayback Machine Государственного агентства рыбного хозяйства Украины, Министерства аграрной политики Украины Архивная копия от 21 апреля 2016 на Wayback Machine, других министерств и ведомств, рыбохозяйственных организаций и предприятий, а также в соответствии с международными договорами и программ.
Основные направления научно-исследовательской деятельности Института:
- Рациональное использование водных живых ресурсов внутренних водоёмов;
- Координация работы племенных хозяйств Украины;
- Сохранение генофонда и восстановления численности популяций редких и исчезающих видов рыб;
- Селекционно-племенная работа;
- Биотехнологии в рыбоводстве;
- Изучение динамики формирования генетической структуры разнопородных групп рыб;
- Экология гидросистем внутренних водоёмов;
- Профилактика, ранняя диагностика и лечение болезней рыб;
- Разработка и совершенствование технологий по кормлению рыб, создание и подбор рецептур кормов;
- Сопровождение ведения фермерского рыбоводства;
- Создание нормативных документов регламентирующих рыбохозяйственную деятельность на внутренних водоёмах;
- Подготовка квалифицированных кадров высшей категории;
- Анализ экономической эффективности хозяйственной деятельности рыбоводческих предприятий;
- Налаживание контактов и сотрудничества по международному научно-техническому сотрудничеству.

## Интеллектуальная собственность
В Институте проводят патентные исследования - поиск, обработка, систематизация и анализ научно-технической информации. Их выполняют для получения исходных данных для обоснованного выбора направления исследования, использование современных достижений и исключения неоправданного дублирования работ. При успешном завершении научно-исследовательской работы Институт обеспечивает приобретение прав, связанных с такими объектами интеллектуальной собственности как изобретения, полезные модели, промышленные образцы, товарные знаки, объекты авторского права и смежных прав и тому подобное. Осуществляя работу по различным вопросам права интеллектуальной собственности, специалисты Института рыбного хозяйства накопили достаточный теоретический потенциал и практический опыт (получено около 100 охранных документов), который позволил им занять достойное место в национальной системе охраны и защиты прав интеллектуальной собственности в сельскохозяйственной отрасли, в частности в сфере аквакультуры.

## Международное сотрудничество
Учёные Института рыбного хозяйства Национальной академии аграрных наук Украины сотрудничают с более тридцатью научными учреждениями 17 стран Европы, Азии и Америки. Основное направление - объединение усилий учёных на решении проблем водных биоресурсов и аквакультуры. С научными учреждениями Польши, Венгрии, США, Российской Федерации, Беларуси разработаны программы стажировки молодых учёных и освоение новых методов и методик исследований, селекции, молекулярно-генетических и биохимических исследований.
По инициативе Института в 1997 году была создана Международный Совет научно-технического сотрудничества в области водных биоресурсов пресноводных водоёмов, в которую вошли 16 научных учреждений Белоруссии, Казахстана, Молдовы, Российской Федерации, Польши, Венгрии и Украины. Сотрудничество проводится на двух- и многосторонней основе по селекции в рыбоводстве, сохранению и воспроизведению ценных и исчезающих видов рыб, разработки ресурсоэкономных технологий выращивания рыбы, рыбохозяйственной эксплуатации водохранилищ и водоёмов-охладителей энергетических систем, кормления, профилактики заболеваний рыб и тому подобному.
На базе Международного совета в 2004г. Была создана сеть научных учреждений Центральной и Восточной Европы NACEE, основной задачей которой является координация научно-исследовательских работ по проблемам водных биоресурсов и аквакультуры в регионе. Институт рыбного хозяйства НААН является соисполнителем по темам: селекция карпов, осетроводства, сохранения водных биоресурсов и других. В настоящее время Институт участвует в проекте «Технологическая платформа развития аквакультуры в Центральной и Восточной Европе с возможностью дальнейшей интеграции в общее европейское научное пространство». Институт также является членом Европейской ассоциации аквакультуры, с которой работает по приоритетным направлениям научных исследований в области рыбоводства.

## Научная библиотека
Библиотека Института является специализированным научно-вспомогательным подразделением, осуществляющим информационно-библиографическое и библиотечное сопровождение научных исследований Института. В библиотеке есть специализированный фонд научной литературы по вопросам аквакультуры, рыболовства, внутренних водоёмов, ихтиологии, гидроэкологии, гидробиологии, гидрохимии, общей биологии, зоологии, гидротехники, экономики рыбоводства и сельского хозяйства. Всестороннему использованию библиотечного фонда способствует справочно-библиографический аппарат, которых состоит из каталогов и картотек. В карточном варианте - алфавитный и систематический каталоги; картотеки: отчётов Института, периодических изданий, диссертаций, авторефератов, статей сотрудников Института (частично). Электронный каталог, созданный на базе системы IRBIS, постоянно пополняется. Фонд библиотеки составляет около 50 000 экземпляров и содержит все виды печатных изданий. Библиотека предоставляет информационные и библиотечно-библиографические услуги учёным, специалистам, аспирантам, студентам высших учебных заведений. Обслуживание читателей осуществляется через абонемент, в читальном зале, через МБА.

## Аспирантура и докторантура
Подготовка научных кадров в Институте рыбного хозяйства НААН осуществляется через аспирантуру. Обучение аспирантов, в соответствии с перерегистрации аспирантуры Института Министерством образования и науки Украины (протокол от 28.02.03 № 112), осуществляется по следующим специальностям:
- 03.00.10 - ихтиология (биологические науки);
- 06.02.03 - рыбоводство (сельскохозяйственные науки);
- 06.02.01 - разведение и селекция животных (сельскохозяйственные науки).

В 2016 году в аспирантуре Института рыбного хозяйства УААН обучается 17 аспирантов, в т.ч. 9 с отрывом от производства и 3 соискатели учёной степени кандидат наук. Научное руководство аспирантами и докторантами осуществляют: 1 академик НААН, 1 член-корреспондент НААН, 7 докторов наук, 11 кандидатов наук. Диссертации аспирантов Института соответствуют направления диссертационного совета и направлены на расширение ассортимента культивируемых видов рыб, увеличение объёмов производства высококачественной экологически безопасной рыбной продукции и рациональное использование биоресурсов внутренних водоёмов Украины.

## Журнал «Рыбохозяйственная наука Украины»
Институт рыбного хозяйства Национальной академии аграрных наук Украины является основателем и издателем научного журнала «Рыбохозяйственная наука Украины» ISSN 23129581 (ONLINE), ISSN 20751508 (PRINT) , DOI: 10.15407/fsu. «Рыбохозяйственная наука Украины» входит в Перечень специализированных изданий Украины, в которых могут публиковаться результаты диссертационных работы на соискание степеней доктора и кандидата наук (биологические и сельскохозяйственные науки), утверждён 08.07.2009 г.., переаттестован в 2014 году согласно приказу Министерства образования и науки Украины № 1273 от 06.11.2014 г.. Статьи публикуются на украинском, русском или английском языках. Периодичность выхода - 4 раза в год. Журнал открыт для свободного доступа главной научной библиотекой Украины – Национальной библиотекой Украины им. В. И. Вернадского Национальной Академии наук Украины. Редакция журнала считает приоритетным направлением развития включение в международные реферативные и наукометрические базы данных. На сегодняшний день он представлен в таких базах как: Directory of Open Access Journals (DOAJ), DOI (The Digital Object Identifier) , Ulrich's Periodicals Directory, Open Academic Journals Index (OAJI), ResearchBib, Научная электронная библиотека eLIBRARY.RU, ROAD - каталог наукових ресурсів відкритого доступу, есть профиль в Google Scholar и «Українські Наукові Журнали»

## Формы деятельности
Научно-техническое обеспечение рыбохозяйственного комплекса институт осуществляет путём проведения выставок-ярмарок, рекламы научных разработок, участия в деятельности ассоциаций, акционерных обществ, используя и другие формы и методы внедрения достижений науки и передового опыта. Институт на коммерческой основе предоставляет консультативно-методическую помощь и информационные услуги, также выполняет необходимые научно-исследовательские работы.

## Услуги
Исследования, которые проводят и могут предложить к Вашим услугам научные подразделения Института:
- ихтиологические;
- физиолого-биохимические;
- гидрохимические;
- токсикологические;
- микробиологические;
- ихтиопатологических;
- микробиологические;
- вирусологические;
- молекулярно-генетические;
- цитогенетические;
- гистологические;
- патентные;
- маркетинговые.